# Championnat de Tunisie de futsal
 (mars 2019).
Le championnat de Tunisie de futsal est une compétition de futsal tunisienne créée en 2006.

## Clubs de l'édition 2016-2017
- Futsal Club Boujaafar
- Association sportive de la municipalité de La Marsa
- Futsal Club Hammam Sousse
- Riadh sportif de Sousse
- Olympique de Béni Khiar
- Association sportive AGIL
- Avenir sportif de Radès
- Espoir sportif de Hammam Sousse
- Association sportive de Mellita-Djerba
- Kairouan Sports et Arts

## Palmarès
- 2006-2007 : Futsal Club Boujaafar
- 2007-2008 : Futsal Club Boujaafar
- 2008-2009 : Association sportive de l'Office de la marine marchande et des ports de La Goulette
- 2009-2010 : Tunis Air Club
- 2010-2011 : Tunis Air Club
- 2011-2012 : Association sportive de la municipalité de La Marsa
- 2012-2013 : Association sportive de la municipalité de La Marsa
- 2013-2014 : Futsal Club Boujaafar
- 2014-2015 : Association sportive de l'Office de la marine marchande et des ports de La Goulette
- 2015-2016 : Association sportive de la municipalité de La Marsa
- 2016-2017 : Futsal Club Boujaafar